# Esto es agua
Esto es agua: algunas reflexiones, expresadas en una ocasión importante, sobre cómo vivir una vida compasiva es un ensayo de David Foster Wallace. El texto se origina en un discurso de graduación que Wallace pronunció en Kenyon College el 21 de mayo de 2005. El ensayo se publicó en The Best American Nonrequired Reading 2006 y en 2009 Little, Brown and Company amplió su formato hasta llenar 138 páginas para la publicación de un libro. Una transcripción del discurso circuló en línea ya en junio de 2005.
Este es el único discurso público que Wallace pronunció en el que describe su visión de la vida. La revista Time ha clasificado This Is Water entre los mejores discursos de graduación jamás pronunciados.

## Tema
El discurso cubre temas que incluyen la dificultad de empatizar con los demás, la falta de importancia de aprender a adaptarse y la aparente soledad de la vida adulta. Sugiere que el propósito general de la educación superior es aprender a elegir conscientemente cómo percibir a los demás, pensar en el significado y actuar adecuadamente en la vida cotidiana. Wallace argumenta que la verdadera libertad adquirida a través de la educación es la capacidad de ser plenamente consciente y comprensivo.